# Скибинський Ярема Антонович
Яре́ма Анто́нович Скиби́нський (*25 серпня 1949, м. Стрий Львівської області — † 2009 рік) — український диригент, заслужений діяч мистецтв УРСР (1985), народний артист України (1998).

## Біографія
Ярема Антонович Скибинський народився 25 серпня 1949 року в місті Стрию Львівської області.
У 1974 році закінчив Львівську консерваторію (у М. Колесси). У 1976—78 роках стажувався у Ю. Симонова у Великому театрі (Москва).
У 1978—79 роках — головний диригент, від 1989 року — диригент Харківського театру опери та балету, від 1991 до 2009 — Одеського національного театру опери та балету.
У 1984 році з симфонічним оркестром Держтелерадіо УРСР Я. А. Скибинський здійснив фондовий запис опери «Запорожець за Дунаєм» С. Гулака-Артемовського.

## Вистави
- «Пікова дама» П. Чайковського (1979);
- «Маївка» Д. Клебанова (1981, 1-е виконання);
- «Наталка Полтавка» М. Лисенка (1983);
- «Дон Карлос» (1985) Дж. Верді;
- «Аїда» (1987) Дж. Верді;